# Kristoffer Brun
Kristoffer Brun (Bergen, 7 de abril de 1988) é um remador norueguês, medalhista olímpico.

## Carreira
Brun competiu nos Jogos Olímpicos de 2012 e 2016, conquistando a medalha de bronze no Rio de Janeiro ao lado de Are Strandli na prova do skiff duplo peso leve.